# 東椗島燈塔
東椗島燈塔建立于清代，是中国海关成立海務部門後，在福建廈門灣海域興建的第一座西式燈塔。東椗島燈塔位於中華民國福建省金門縣東碇島的山頂上，為一黑色圓型磚造建築，由於軍事因素，不開放觀光。燈塔自1871年啟用一度因八二三炮戰停止發光，1971年重新復光至今。

## 地理
東碇島位於福建省厦门市東南方、金門本島以南的廈門灣海域，全島面積僅0.016平方公里。東碇島舊稱「南椗」，相傳明代曾在金門島上建築城池，位於城池最南方的這座島嶼因此命名為「南椗」。鴉片戰爭後由於南椗位於廈門海域的東方，因此改名為「東椗」。東椗島扼守金門料羅灣和廈門灣間的外洋水道，自古就是闽南對外的門戶之一，為中國東南沿海的海防要地。

## 歷史

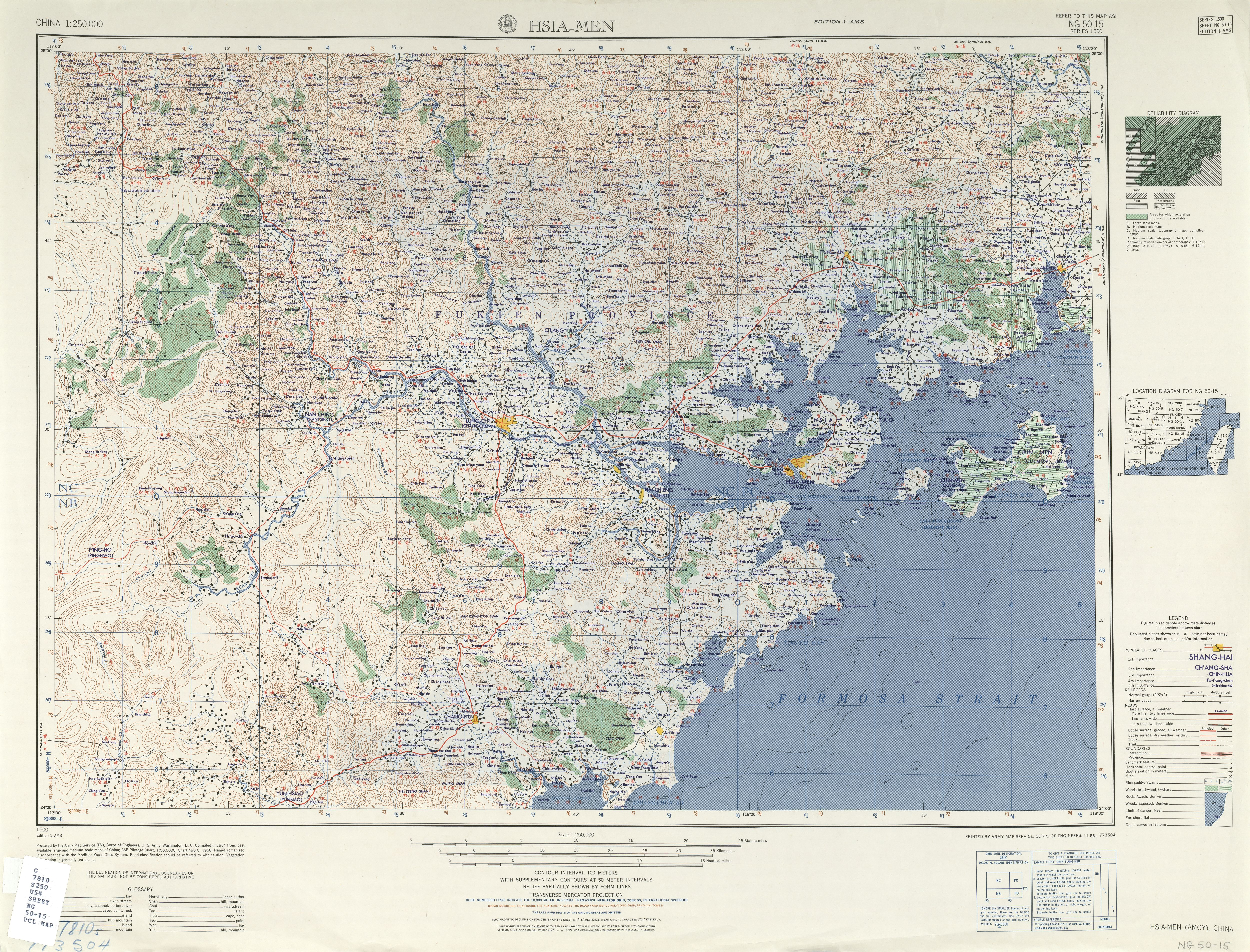
地圖右下方的「Light」為東椗島燈塔，美國陸軍工兵部隊於1954年繪製

鴉片戰爭後，中國東南沿海門戶洞開，列強船隻往返頻繁，由外國人「幫辦稅務」的中國海關為維護船舶航行安全逐一興建燈塔與樁桿。中英雙方簽訂天津條約後，海關聘請英國籍燈塔工程師韓德善在東碇島上規劃建造燈塔。1871年海關派遣畢斯比（A. M. Bisbee）前往島上監工建造。燈塔興建完成後為海務部門成立後在廈門灣興建的第一座西式燈塔，為閩台地區罕見的黑色燈塔。啟用發光後曾先後於1913年和1927年整修。第二次整修時裝設一等石油燈。1949年起因國共內戰台海砲火頻繁，於1953年5月3日停止發光。八二三炮戰時燈塔遭砲火轟擊，戰火使燈器外緣的玻璃帷幕完全毀損，頂端鐵罩也遭砲彈碎片穿透而充滿彈痕。1963年燈塔改用五等電燈，但因國防因素直到1971年才又恢復發光。東碇島燈塔停用近二十年後啟用，頂罩上的風向儀和方向標又在1999年10月遭丹恩颱風波及毀損，至今仍未修復。

## 結構
1871年燈塔建築完工為閩台地區第一座黑色圓型磚造燈塔。其塔頂與塔身比例為1:2，塔高19.2公尺。1927年整修時裝設一等石油燈，每20秒連續閃光4次：先閃白光1次，再速閃白光3次，光力570,000支燭光，光程22浬。燈塔基座岩盤下方左右兩側分別設置一尊信號霧報，霧炮信號間格三分鐘，並有可移動的鐵輪。燈塔入口門楣刻有建造時間與建造人。1963年停止發光時改裝設五等電燈（當時並未啟用），每10秒閃白光一次，光力2,600支燭光，光程11.3浬。

## 觀光
東碇島距離金門島約一個半小時的航程，天候良好時可見到对岸漳州市龙海区海岸上的海滄發電廠和岬角上的煙墩山燈塔。目前燈塔除了駐島官兵及燈塔看守人員外並無一般人員定居，燈塔主任辦公室都設於金門。燈塔是東椗島的地標，也是接待外界貴賓的觀光景點之一，但是由於東椗島長期受到軍事管制，閒人無法登島觀光。

## 備註
1. 1 2  東椗島，又稱東碇島

## 外部連結
- 交通部航港局東椗島燈塔 （页面存档备份，存于）
- 交通部觀光局東椗島燈塔 （页面存档备份，存于）